# Haylie Duff
Haylie Katherine Duff, ameriška filmska, gledališka in televizijska igralka, pevka ter tekstopiska, * 19. februar 1985, Houston, Teksas, Združene države Amerike. 
Je starejša sestra pevke in igralke Hilary Duff.

## Zgodnje življenje
Haylie Katherine Duff se je rodila 19. februarja 1985 v Houstonu, Teksas, Združene države Amerike. Je dve leti in pol starejša od sestre Hilary.
Njena mama, Susan Colleen (rojena Cobb), je producentka (bila je soproducentka filma Pepelkina zgodba iz leta 2004 ter producentka filmov Popoln moški iz leta 2005 in Vse za denar iz leta 2006) in menedžerka njene sestre, Hilary Duff. Njen oče, Robert Erhard "Bob" Duff je solastnik verige trgovin za pohištvo skupaj s svojim očetom, Haylienim dedkom, Johnom B. Duffom, ki prebiva pri družini, saj želi voditi posle v Houstonu. S svojo igralsko kariero je začela s treningom plesa. Odraščala je v Houstonu in tam tudi trenirala balet. Pri desetih letih je z baletom dobila vlogo v baletu Hrestač.

## Kariera

### Igralka
Njena zgodnja kariera je vključevala pojave v televizijskih filmih, kot so
Hope in True Women ter igranje v televizijski oddaji The Amanda Show ob Amandi Bynes. Dobila je tudi nekaj stranskih vlog v televizijskih serijah, kot so Bolnišnica upanja, Boston Public in Tretja izmena, znana pa je postala šele pozno leta 2002 z igranjem Amy Saunders/Sanders v otroški televizijski seriji, kjer je imela glavno vlogo njena sestra Hilary, Lizzie McGuire. Hilaryjina kariera je kmalu prehitela kariero svoje starejše sestre, ampak zaradi tega Haylie ni nameravala odnehati z igranjem.
Leta 2004 se je kot Katina Jones pojavila v televizijski seriji That's So Raven z Raven Symoné. Potem je dobila prvo filmsko vlogo in sicer v filmu Napoleon Dinamit. Za film je dobila svojo prvo Teen Choice Award nagrado. Za tem je dobila še več stranskih vlog v raznih televizijskih serijah, med drugim v Ameriški sen in Joan of Arcadia. Svoj glas je posodila v animiranem filmu Iskanje božička, s katerim je dobila nekaj več oboževalcev med otroki. V filmu je igrala tudi njena sestra Hilary. Leta 2005 se je pridružila igralski ekipi televizijske serije Sedma nebesa, kjer je igrala najboljšo prijateljico Simonovega dekleta, Sandy Jameson, ki na koncu zanosi z Martinom Brewerjem.
V poletju leta 2006 se pridruži igralski ekipi Broadwayskega muzikala z naslovom Lak za lase, kjer je upodobila zlobno dekle, Amber Von Tussle. Muzikal so predvajali oktobra tistega leta. Skupaj s sestro Hilary je igrala tudi v filmu Vse za denar, ki ga je producirala njuna mama.
Po filmu Vse za denar je Haylie Duff igrala v televizijskih filmih, kot so Nightmare, My Sexiest Year, Legacy, Gozd senc, Love Takes Wing, Love Finds a Home in My Nanny's Secret.
22. januarja je dobila vlogo v televizijski oddaji Barely Legal, kjer igra "starejšo sestro, ki se oglasi od časa do časa".
Med letoma 2009 in 2010 se je pojavila v filmih, kot so Fear Island, Tug in Slightly Single in L.A.. Igrala bo tudi v filmu Foodfight poleg igralcev, kot so Charlie Sheen, Hilary Duff in Eva Longoria, vendar zaradi distribucije še ni določen uradni izid filma.

### Pevka
Haylie Duff je skupaj s sestro Hilary Duff izdala precejšnje število raznih singlov in soundtrackov, največ za Disneymanio. Predstavljena je bila na glasbenem albumu raperja Kool G Rapa z naslovom Half A Klip, s tem, ko je pela v ozadju pesmi "On The Rise Again", ki jo je produciral DJ Premier. Med letoma 2005 in 2006 je nameravala izdati svoj lastni glasbeni album, vendar ga na koncu ni. Leta 2008 je sodelovala pri glasbenem albumu Walk the Walk. Kasneje je izjavila, da je bila odločitev, da bi delala album v tistem času napačna.
Za film Stuck In The Suburbs je zapela pesem "A Whatever Life", za film Helenca na prevzgoji pa "Sweetest Pain".
Duffova je bila vpletena v tožbo s Paris Hilton zaradi pesmi "Screwed". Obe, Duffova in Hiltonova sta jo objavili v letu 2004, s tem, da je Haylie nameravala posneti celo glasbeni album, Paris pa je izdala samo samostojni singl. Kakorkoli že, ko je že izgledalo, da se bo Hiltonova umaknila iz tožbe, ji je sodišče dalo pravice za pesem, Haylie Duff pa je ostala brez njih. Čeprav je tožbo dobila, je Paris Hilton izdala še singl "Stars Are Blind", "Screwed" pa je izšel samo v Aziji.

### Tekstopiska
Haylie Duff je napisala nekaj delov nekaterih pesmi iz glasbenih albumov svoje mlajše sestre Hilary Duff, z naslovom Metamorphosis in Hilary Duff ter celotno pesem "Gypsy Woman", ki jo je na koncu spet zapela njena sestra in izšel je na sestrinem četrtem glasbenem albumu, Dignity.

### Javnost
Januarja 2006 se je Haylie Duff pojavila na naslovnici revije Maxim. Haylie in Hilary Duff sta dosegli drugo mesto na lestvici "Najljubše slavne sestre" ("Favorite Famous Sisters") po reviji E!.

## Zasebno življenje
Haylie Duff ima nemške korenine. Trije izmed njenih praprastaršev so iz Nemčije.
Že nekaj časa je v razmerju z igralcem Nickom Zanom, najbolje poznanim iz televizijske serije Moja super sestra, kjer je igral Vincea. Trenutno kupujeta svoj prvi skupni dom, ki pa naj bi se nahajal v Los Angelesu.

## Filmografija

### Filmi
| Leto | Naslov                                                  | Vloga                   | Opombe                     |
| ---- | ------------------------------------------------------- | ----------------------- | -------------------------- |
| 1997 | True Women                                              | nedokončana cameo vloga | televizijski film          |
| 1997 | Hope                                                    | Martha Jean Pruitt      |                            |
| 1998 | Addams Family Reunion                                   | Gina Adams              |                            |
| 2000 | Dreams in the Attic                                     | Jessica                 |                            |
| 2001 | The Newman Shower                                       | Jane                    |                            |
| 2003 | I Love Your Work                                        | Dekle Frata Brata       |                            |
| 2004 | Napoleon Dinamit                                        | Summer Wheatly          |                            |
| 2004 | Iskanje božička                                         | Lucinda                 |                            |
| 2005 | Dishdogz                                                | Cassidy                 | televizijski film          |
| 2006 | Vse za denar                                            | Ava Marchetta           |                            |
| 2007 | Nightmare                                               | Molly Duggan            | televizijski film          |
| 2007 | My Sexiest Year                                         | Debbie                  |                            |
| 2008 | Legally Blonde - The Musical: The Search for Elle Woods | Ona                     |                            |
| 2008 | Legacy                                                  | Lana Stevens            | alias Pretty Little Devils |
| 2008 | Gozd senc                                               | Lee                     | televizijski film          |
| 2009 | Love Takes Wing                                         | Annie Nelson            |                            |
| 2009 | Love Finds a Home                                       | Annie Nelson            |                            |
| 2009 | My Nanny's Secret                                       | Claudia                 | televizijski film          |
| 2009 | Fear Island                                             | Jenna                   |                            |
| 2010 | Foodfight!                                              | Sweet Cakes             | Post-produkcija            |
| 2010 | Slightly Single in L.A.                                 | Jill                    | v snemanju                 |
| 2010 | Tug                                                     | Kim                     | Post-produkcija            |
| 2010 | Video Girl                                              | TBA                     | Post-produkcija            |
| 2011 | Barely Legal                                            | Georgia                 |                            |

### Televizija
| Leto      | Naslov       | Vloga         | Opombe         |
| --------- | ------------ | ------------- | -------------- |
| 2005–2007 | Sedma nebesa | Sandy Jameson | (sezona 10–11) |

#### Manjše vloge
- 1999: The Amanda Show kot dekle v gneči
- 2000: Bolnišnica upanja kot Jenny
- 2001: Boston Public kot Sylvia (dva pojava)
- 2002: Lizzie McGuire kot sestrična Amy (trije pojavi)
- 2003: Tretja izmena kot mlada Faith Mitchell
- 2004: Ameriški sen kot Shangri- Las (skupaj s Hilary Duff)
- 2004: That's So Raven kot Katina
- 2004: One on One kot Mandy
- 2005: Complete Savages kot Jessica
- 2005: Joan of Arcadia kot Stevie Marx (trije pojavi)

### Gost
- 2008: Legally Blonde - The Musical: The Search for Elle Woods kot Ona

### Muzikali
- 2006: Lak za lase kot Amber Von Tussle

## Diskografija

### Singli
| Leto | Pesem                 |
| ---- | --------------------- |
| 2004 | "Our Lips Are Sealed" |

### Soundtracki
| Leto | Pesem                                                                   | Film                      |
| ---- | ----------------------------------------------------------------------- | ------------------------- |
| 2003 | "Girl In The Band"                                                      | Lizzie bo popstar         |
| 2003 | "What Dreams Are Made Of (Ballad Version)"(skupaj z Yanijem Gellmanom)" | The Lizzie McGuire Movie  |
| 2004 | "Sweetest Pain"                                                         | Helenca na prevzgoji      |
| 2004 | "A Whatever Life"                                                       | Stuck In The Suburbs      |
| 2004 | "One In This World"                                                     | Pepelkina zgodba          |
| 2004 | "Our Lips Are Sealed" skupaj s Hilary Duff                              | Pepelkina zgodba          |
| 2005 | "Babysitting Is A Bum Deal" skupaj s Sethom MacFarlaneom                | Family Guy: Live in Vegas |
| 2006 | "Material Girl" skupaj s Hilary Duff                                    | Vse za denar              |

### Ostali singli
| Leto | Pesem                                                           | Album            |
| ---- | --------------------------------------------------------------- | ---------------- |
| 2002 | "Same Old Christmas" skupaj s Hilary Duff                       | Santa Claus Lane |
| 2004 | "The Siamese Cat Song" skupaj s Hilary Duff                     | DisneyMania 2    |
| 2005 | "The Siamese Cat Song" [Cat-Scratch Remix] skupaj s Hilary Duff | DisneyRemixMania |

## Nagrade in nominacije
| Leto | Nagrada                      | Rezultat   | Opombe                              |
| ---- | ---------------------------- | ---------- | ----------------------------------- |
| 1999 | Young Artist Award           | Dobila     | Addams Family Reunion               |
| 2005 | Teen Choice Awards           | Dobila     | Napoleon Dinamit                    |
| 2006 | Teen Choice Awards           | Nominirana | Sedma nebesa                        |
| 2007 | 27th Golden Raspberry Awards | Nominirana | Vse za denar (skupaj s Hilary Duff) |
| 2007 | 27th Golden Raspberry Awards | Nominirana | Vse za denar (skupaj s Hilary Duff) |